# 滕茂桐
滕茂桐（1914年—2003年2月10日），男，安徽舒城人，中华民国及中华人民共和国經濟學家。

## 生平
滕茂桐是安徽省舒城县孔集鎮人。自燕京大學畢業，获文學士學位。后就读南開大學經濟研究所的研究生。又在英國倫敦政治經濟學院学习。在英國劍橋大學彼德豪斯學院获國際金融專業碩士學位，获斐陶斐世界勵學會金鑰匙獎。
归国后，滕茂桐曾在西南聯合大學、華西聯合大學、南開大學等高等院校任教授。中华人民共和国时期，出任安徽大學經濟系教授兼系主任。
1980年，米尔顿·弗里德曼访问中国进行演讲时，安徽大学教授滕茂桐等人曾充任其演讲的翻译。1981年，滕茂桐參加國際經濟協會南美學術會議，為大會首席發言人。1984年，先後到聯邦德國、澳大利亞等國訪問、講學。1985年，參加中美“十名著名學者”學術交流會，並在美國講學兩年。
滕茂桐历任中國國際貿易學會副會長，中國國際金融學會常務理事，中國金融學會理事，中國財政學會理事，中國國際經濟學會理事，中國美國經濟學會理事，安徽省財政學會副會長，安徽省金融學會副會長，安徽省外國經濟學說研究會會長。他是安徽省政协第五、六届委员会副主席、安徽民进第一届委员会主委、第二、三、四、五届委员会名誉主委。
2003年2月10日，滕茂桐逝世。

## 著作
- 《貨幣新論》
- 《工商業與投資公司》
- 《舊中國通貨膨脹史料》
- 《資本主義發展之研究》
- 《資本主義國家對外貿易統計》
- 《凱恩斯傳》（译作）
- 《密爾頓·弗里德曼論通貨膨脹》（合譯）